# Eparchia di Erevan e Armenia

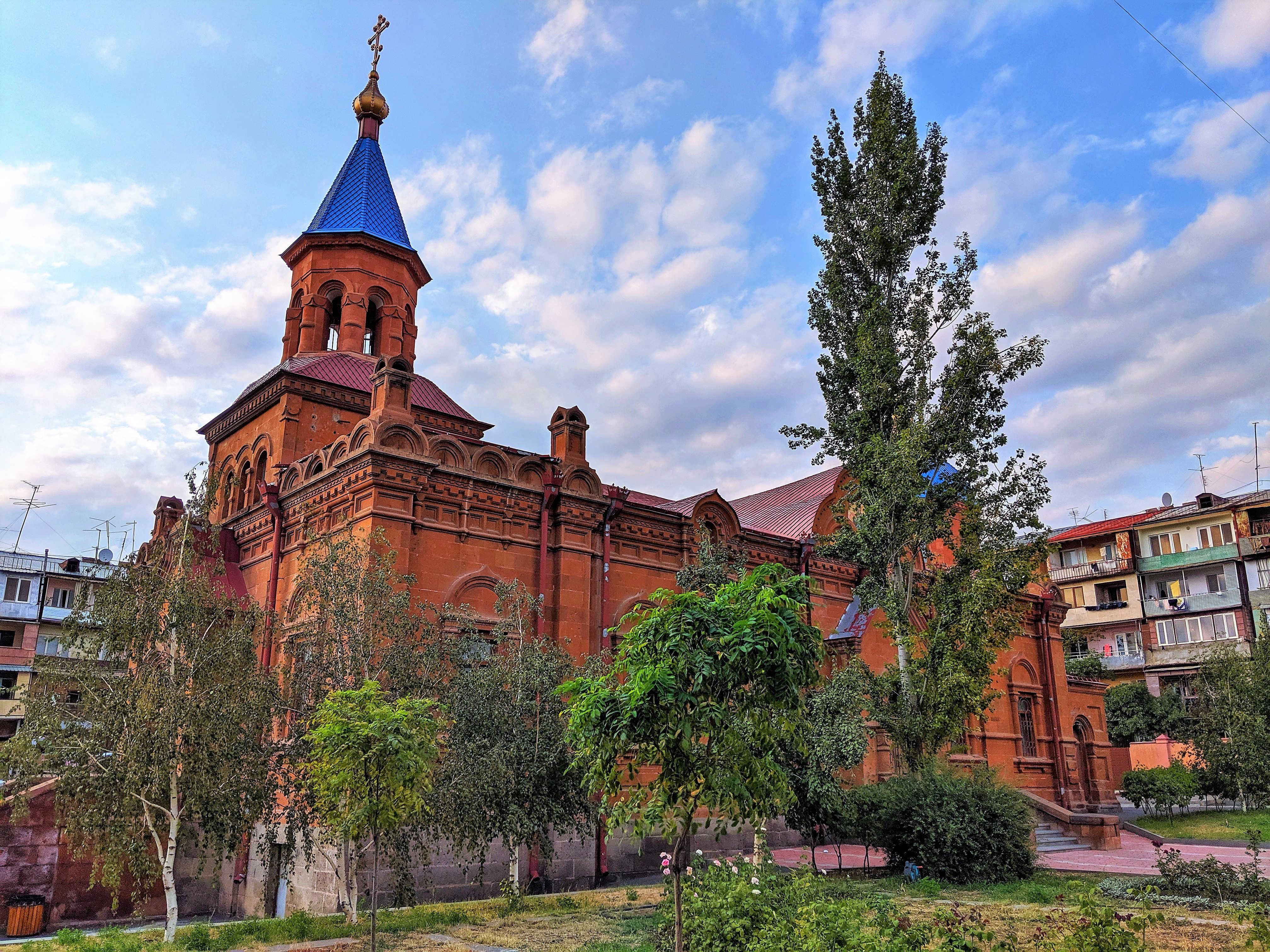
La cattedrale dell'Intercessione della Beata Vergine Maria di Erevan.

L'eparchia di Erevan e Armenia (in russo Ереванско-Армянская епархия?) è una diocesi della Chiesa ortodossa russa in Armenia.

## Territorio
L'eparchia ha giurisdizione su tutti i fedeli ortodossi, dipendenti dal patriarcato di Mosca, nel territorio dell'Armenia.
Sede eparchiale è la capitale Erevan, dove si trova la cattedrale dell'Intercessione della Beata Vergine Maria.

## Storia
Il 13 dicembre 1912, per decisione del Santo Sinodo della Chiesa ortodossa russa, fu istituito il vicariato di Erevan dipendente dalla diocesi di Mtskheta-Kartala in Georgia per la cura dei fedeli ortodossi nei territori dell'Armenia all'interno dell'impero russo.
Quando la Chiesa ortodossa georgiana ottenne l'autocefalia, il 10 luglio 1917 fu istituito l'esarcato del Caucaso, che comprendeva tutte le parrocchie ortodosse russe della regione, escluse quelle della Georgia. Era compreso anche il vicariato dell'Armenia, che a quel tempo, comprendeva oltre 30 chiese a Gyumri, Kars, Erevan, Sarıkamış, Kağızman, Stepanavan, Kanakeravan, Oltu e in diversi altri villaggi.
Il 21 febbraio 1920 l'esarcato del Caucaso venne abolito, e probabilmente il vicariato di Erevan fu eretto a eparchia, di cui sono documentati alcuni eparchi; in seguito le comunità ortodosse armene furono amministrate dai vescovi di Baku, almeno fino al 1933.
Nel 1991 le parrocchie ortodosse armene furono affidate in amministrazione ai metropoliti di Krasnodar e del Kuban' e poi, nel 1994, divennero parte integrante dell'eparchia di Ekaterinodar.
Il 27 dicembre 2016 le comunità ortodosse armene hanno ottenuto la loro autonomia e sono state annesse dal Santo Sinodo della Chiesa ortodossa russa in un decanato patriarcale direttamente sottomesso all'autorità del patriarca di Mosca. Nel novembre 2019 il decanato comprendeva 8 chiese affidate alla cura pastorale di 5 sacerdoti.
Il decanato patriarcale è stato elevato al rango di eparchia, con il nome attuale, il 15 ottobre 2021.